# Anni Kärävä
Anni Kärävä (Espoo, 28 aprile 2000) è una sciatrice freestyle finlandese.

## Biografia
Attiva in gare FIS dal 2020 e specializzata in big air e slopestyle, Kärävä ha esordito in Coppa del Mondo il 4 marzo 2016, classificandosi 14ª nello slopestyle di Silvaplana vinto dalla svedese Emma Dahlström. Il 10 gennaio 2025 ha ottenuto il suo primo podio nel massimo circuito, concludendo in 2ª posizione il big air di Kreischberg vinto dall'italiana Flora Tabanelli. Nella stessa stagione ha ottenuto il suo primo podio iridato, il bronzo nel big air a Engadina 2025, oltre a due bronzi negli X Games.

## Palmarès

### Mondiali
- 1 medaglia
  - 1 bronzo (big air a Engadina 2025)

### Winter X Games
- 2 medaglia:
  - 2 bronzi (slopestyle, knuckle huck ad Aspen 2025)

### Coppa del Mondo
- Miglior piazzamento nella Coppa del Mondo generale di freestyle: 6ª nel 2025
- 3 podi:
  - 1 secondo posto
  - 2 terzi posti